# Rumburgh
Rumburgh – wieś w Anglii, w hrabstwie Suffolk, w dystrykcie East Suffolk. Leży 40 km na północny wschód od miasta Ipswich i 145 km na północny wschód od Londynu.